# Педијатрија
Педијатрија је грана медицине која је дефинисана објектом свог интереса − дететом, од рођења до краја адолесценције. То је, према томе, медицина развојног доба. У вези са границама педијатрије последњих година се временски распон људског живота у којем делује педијатрија проширио, уназад у пренаталном добу до самог зачећа и унапред до времена после досезања зрелости. Америчка академија за педијатрију препоручује људима да траже педијатријску негу до 21 године. У Уједињеном Краљевству, педијатрија покрива пацијенте до 18. године. Старосне границе педијатрије широм света расту из године у годину. Лекар који је специјализован за ову област је познат као педијатар. Реч педијатрија и њени сродници значе „исцелитељ деце“; оне потичу од две грчке речи:παῖς (pais „дете“) и ἰατρός (iatros „лекар, исцелитељ“). Педијатри раде у болницама и дечјим болницама, посебно онима који раде у својим подспецијалностима (нпр. неонатологија), и као лекари примарне здравствене заштите амбулантно.

## Историја
Најранији спомени медицинских проблема специфичних за децу појављују се у Хипократовом корпусу, објављеном у петом веку пре нове ере, и у чувеној Светој болести. Ове публикације су расправљале о темама као што су дечја епилепсија и превремени порођаји. Од првог до четвртог века нове ере, грчки филозофи и лекари Келс, Соран из Ефеса, Аретеј, Гален и Орибасиј, такође су у својим делима расправљали о специфичним болестима које погађају децу, као што су осип, епилепсија и менингитис. Већ су Хипократ, Аристотел, Келс, Соран и Гален разумели разлике у организмима који расту и сазревају, што је захтевало различит третман: Ex toto non sic pueri ut viri curari debent („Уопште, дечаци не би требало да се третирају на исти начин као мушкарци").
Иако су неки педијатријски радови постојали у то време, били су оскудни и ретко објављени због недостатка знања из педијатријске медицине. Године 1472, у Падови, Паоло Бађелардо, италијански лекар, написао је прву медицинску књигу у потпуности о дечијим болестима – „De infantium aegritudinibus ac remediis.“ Неки од најстаријих трагова педијатрије могу се открити у старој Индији, где су се дечији лекари звали кумара бртија. Сусрута Самхита, ајурведски текст, настао током шестог века пре нове ере, садржи текст о педијатрији. Још један ајурведски текст из овог периода је Кашјапа Самхита.
Рукопис из другог века нове ере грчког лекара и гинеколога Сорана из Ефеса бавио се неонаталном педијатријом. Византијски лекари Орибасиј, Етијус од Амида, Алекандер Тралијанус и Паулус Егинета су допринели овом пољу. Византинци су градили и брефотрофије (јаслице). Исламски писци златног доба послужили су као мост за грчко-римску и византијску медицину и додали своје идеје, посебно Хали Абас, Јахја Серапион, Абулкасис, Авицена и Авероес. Персијски филозоф и лекар ал-Рази (865–925) објавио је монографију о педијатрији под насловом Болести код деце, као и први дефинитиван опис малих богиња као клиничког ентитета. Такође међу првим књигама о педијатрији била је  из 1472 („Мала књига о дечијим болестима и лечењу“), италијанског педијатра Паола Багеларда. У низу су дошли Ein Regiment der Jungerkinder Бартоломеуса Метлингера 1473, Корнелијус Ролансов (1450–1525) безнасловни Бухлеин, или латински компендијум, 1483, и Хајнрих фон Луфенбургов (1391–1460) Versehung des Leibs, написан 1429. и објављен 1491, заједно са радом Pediatric Incunabula, четири велика медицинска трактата о дечјој физиологији и патологији.
Док је више информација о дечијим болестима постајало доступно, било је мало доказа да су деца добијала исту врсту медицинске неге као одрасли. Током 17. и 18. века медицински стручњаци су почели да нуде специјализовану негу деце. Шведски лекар Нилс Розен фон Розенштајн (1706–1773) сматра се оснивачем савремене педијатрије као медицинске специјалности, док се његово дело Болести деце и њихови лекови (1764) сматра „првим савременим уџбеником ове теме“. Међутим, тек у деветнаестом веку медицински стручњаци признају педијатрију као посебну област медицине. Прве публикације специфичне за педијатрију појавиле су се између 1790-их и 1920-их. Термин педијатрија је први пут увео на енглески 1859. године др Абрахам Џејкоби. Године 1860. постао је „први посвећени професор педијатрије на свету.“ Педијатрија као специјализована област медицине наставила је да се развија средином 19. века; Немачки лекар Абрахам Јакоби (1830–1919) познат је као отац америчке педијатрије због свог великог доприноса овој области. Медицинско образовање стекао је у Немачкој, а касније је радио у Њујорку.
Прва општеприхваћена педијатријска болница је Болница за болесну децу (фр. Hospital for Sick Children), која је отворена у Паризу јуна 1802. године на месту где је претходно било сиротиште. Од свог почетка, ова чувена болница примала је пацијенте до петнаест година, и до данас функционише као педијатријско одељење Некер-болнице за болесну децу, настале 1920. спајањем са оближњом Некер болницом, основаном 1778.
У другим европским земљама, Шарите (болница основана 1710.) у Берлину је 1830. године основала посебан педијатријски павиљон, томе су следиле сличне установе у Санкт Петербургу 1834. године, те у Бечу и Бреславу (данас Вроцлав), обе 1837. године. Године 1852, прву британску педијатријску болницу, Болницу за болесну децу, у улици Грејт Ормонд, основао је Чарлс Вест. Прва дечија болница у Шкотској отворена је у Единбургу. У САД, прве сличне установе биле су Дечија болница у Филаделфији, која је отворена 1855. године, а затим Бостонска дечја болница (1869). Подспецијалности из педијатрије су створене у дому Харијет Лејн при болници Џонс Хопкинс од стране Едвардса А. Парка.